# Tenuopus guttatus
Tenuopus guttatus är en tvåvingeart som beskrevs av Octave Parent 1939. Tenuopus guttatus ingår i släktet Tenuopus och familjen styltflugor.
Artens utbredningsområde är Kongo. Inga underarter finns listade i Catalogue of Life.